# Lucie Bernardoni
Pour les articles homonymes, voir Bernardoni.
Lucie Bernardoni, est une personnalité de la télévision et auteure-compositrice-interprète française, née le 4 février 1987 à Nice.
Elle est principalement connue pour avoir été, en 2004, candidate finaliste de la saison 4 de Star Academy sur TF1 puis en devient la répétitrice dix-huit ans plus tard à partir de la saison 10 en 2022.

## Biographie

### Enfance et débuts dans la musique
Lucie Bernardoni a commencé à chanter très jeune. En 1997, à la suite d'un jeu proposé sur RMC, elle chante à la radio. Elle participe ensuite à plusieurs concours de chant dans sa région et commence à écrire ses premiers textes et poèmes[réf. souhaitée]. Elle apprend le piano et joue parfois de la batterie.
Elle obtient son premier contrat de doublage pour Disney Channel en 2001 avec Annie[source secondaire souhaitée].
En 2001, elle participe à l'émission Graines de star sur M6. En 2002, elle signe son premier contrat chez Atoll Music et sort un premier single, Je suis mes pas sous le nom de Lucie Doni.

### Star Academy
En 2004, elle participe à la saison 4 de l'émission Star Academy diffusée sur TF1. Après près de quatre mois, elle est finaliste aux côtés de Grégory Lemarchal, mais perd la finale[source insuffisante]. Elle participe l'année suivante à la tournée Star Academy 4 qui se termine par deux soirées à Bercy.
Dans le biopic consacré à Grégory Lemarchal Pourquoi je vis (2020), son rôle est interprété par Ilona Bachelier.
Elle est l'une des deux répétitrices des 10e, 11e et 12 saison de Star Academy respectivement en 2022, 2023-2024 et 2024-2025 sur TF1.

### Carrière musicale
En 2005, elle sort son single Apprends-nous à rêver, chez Mercury, dont elle est auteur-compositeur-interprète, et prête sa voix à une jument dans le film Zig Zag, l'étalon zébré, aux côtés de Grégory Lemarchal[source insuffisante]. Elle entame également une collaboration artistique avec Mathieu Johann, à l'occasion de la sortie du duo Petit rat, petit loup écrit par François Bernheim et François Bouclier et réalisé par Michel Cœuriot. Elle sort en face B le titre Aux portes de l'hiver réalisé par Phil Delire.
Au début de l'année 2007, elle joue le rôle de Mathilde Verlaine dans le spectacle musical Rimbaud[source insuffisante]. Elle fait ses premiers concerts en solo les 21, 22 et 23 février 2008 au Sentier des Halles.
En 2008, elle interprète le générique de la série télévisée Seconde Chance diffusée sur TF1. Début 2009, elle s'inscrit sur Akamusic afin de laisser aux internautes la possibilité de produire son premier album Melancosmiaque sur lequel elle a travaillé durant plus de trois ans[réf. souhaitée]. En seize jours, elle obtient les 50 000 € nécessaires à la production de son album, un record sur akamusic. Le premier single de l'album, Faut d'tout pour faire un monde, sort le 2 juin 2010 et l'album voit le jour en février 2011. Le 18 novembre 2010 sort Juste mon homme, second extrait de Mélancosmiaque.
En 2011, elle fait partie de la distribution de la nouvelle version de la comédie musicale Hair. Elle y interprète le rôle-titre féminin, Sheila. En mars 2012, elle reçoit le prix du centre des écritures de la chanson de l'association « Voix du Sud »[pertinence contestée] des mains de Francis Cabrel à la suite des rencontres d'Astaffort dont elle est « stagiaire » en septembre 2011.
En décembre 2012, elle devient chroniqueuse pour quelques semaines dans l'émission Star Ac 9, le mag[source secondaire souhaitée].
En mars 2013, elle est choisie pour interpréter le rôle de Fleur dans publicité Eram, intitulée Ce qui fait marcher les filles aux côtés notamment de Luce. La marque réalise une vidéo aux codes de la comédie musicale. En septembre 2013, en parallèle de ses activités musicales, elle intègre la formation de formateur du Studio des Variétés à Paris. Elle en ressort diplômée en professeur de chant en musiques actuelles en mai 2014.
En 2017, elle collabore avec Slimane sur l’album Solune sorti le 26 janvier 2018 et signe le texte L’absence.
En 2021, est publié l'extrait Les derniers amants de la Terre créé avec Patrice Maktav.
En 2024, elle participe exceptionnellement à la comédie musicale Je vais t’aimer dans laquelle elle incarne le personnage de Louise.
En 2024 et 2025, elle fait partie de l’équipe artistique de la tournée de la Star academy, en tant que coach vocal.

### Vie privée
Avec le compositeur Pedro Alves, elle a une fille Lily née le 30 mars 2010.
En 2018, elle se marie à Patrice Maktav, participant de la première saison de Star Academy. En 2023, elle annonce leur divorce sur les réseaux sociaux.

## Discographie

### Album
- 2011 : Mélancosmiaque (7 février)[14]

### Singles
- 2003 : Je suis mes pas
- 7 mars 2005 : Apprends-nous à rêver (# 18 en France / # 16 en Belgique francophone)[15]
- 10 octobre 2005 : Petit rat, petit loup avec Mathieu Johann (# 37 en France)[16]
- 2008 : Seconde chance (BO de la série éponyme de TF1)
- 2010 : Il faut d'tout pour faire un monde
- 2010 : Juste mon homme[17],[14]
- 2024: Mamma

### We are Avalon
- 2021 : Les derniers amants de la Terre, single

## Filmographie

### Doublage
- 2001 : Annie : Pepper (chant)
- 2005 : Zig Zag, l'étalon zébré : Lucy

### Télévision
- 2012 : Le Jour où tout a basculé, épisode J'ai fait souffrir l'amant de ma femme : Magali

## Émissions de télévision
- 2001 : Graines de star sur M6 : candidate
- 2004 : Star Academy (saison 4) sur TF1 : candidate finaliste
- 2004 : Attention à la marche ! sur TF1 : candidate
- 2012 : Le Mad Mag sur NRJ12 : chroniqueuse (Star Academy' 9, le Mag)
- 2020 : Les Enfants de la musique sur France 3 : invitée
- depuis 2022 : Star Academy (depuis la saison 10) sur TF1 : répétitrice
- 2023 : Une famille en or sur TF1 : candidate
- 2024-2025 : Le Grand Concours sur TF1 : candidate
- 2025 : Le Grand Quiz sur TF1 : participante
- 2025 : Vendredi tout est permis sur TF1
- 2025 : Fort Boyard sur France 2